# Karjan
Karjan là một thành phố và khu đô thị của quận Vadodara thuộc bang Gujarat, Ấn Độ.

## Nhân khẩu
Theo điều tra dân số năm 2001 của Ấn Độ, Karjan có dân số 26.344 người. Phái nam chiếm 52% tổng số dân và phái nữ chiếm 48%. Karjan có tỷ lệ 70% biết đọc biết viết, cao hơn tỷ lệ trung bình toàn quốc là 59,5%: tỷ lệ cho phái nam là 76%, và tỷ lệ cho phái nữ là 63%. Tại Karjan, 12% dân số nhỏ hơn 6 tuổi.